# Francisca Walker
Francisca Walker Galdames (Oakland, California; 24 de julio de 1987) es una actriz y cantante chilena.

## Carrera
Nació en Oakland, California, Estados Unidos el 24 de julio de 1987, debido a un doctorado de su padre en dicho país. A los seis meses volvieron a Chile. Desde pequeña mostró gusto por las artes. 
Estudió teatro en la Pontificia Universidad Católica de Chile, donde se graduó en 2010. Ha participado en varios proyectos de cine y teatro.
Su primer papel en televisión fue en 2014, en la telenovela Mamá mechona de Canal 13, a donde llegó a través de un casting.
Al año siguiente se sumaría al área dramática de Mega, donde obtendría popularidad con sus roles en Papá a la deriva (2015), Sres. Papis (2016), Yo soy Lorenzo (2019) y #PobreNovio (2021). En el 2023 emigra a Chilevisión para integrarse a la teleserie Dime con quién andas. 
En 2024, regresó al canal Mega para ser parte del elenco de la hoy icónica telenovela dramática de época ganadora de un Premio Produ como "Mejor Guión de Telenovela o Superserie" y de 4 Premios Caleuche en 4 categorías diferentes dentro del rubro Telenovela, El señor de La Querencia, adaptación y reinicio de una polémica telenovela que transmitió otro canal hace casi dos décadas; allí interpretó a Herminia Pradenas, una provocadora y rebelde prostituta hermana de Manuel, personaje interpretado por Nicolás Oyarzún. También se integró al elenco de la comedia vespertina Nuevo amores de Mercado interpretando a Fernanda Lira.  
En 2017 fue parte del musical Sirena.

## Vida personal
Desde 2016 mantiene una relación con el también actor Mario Horton. En 2021 tuvieron a su primer hijo en común, y en 2023 contrajeron matrimonio.

## Filmografía

### Cine
- 2009: Teresa, crucificada por amar, dirigida por Tatiana Gaviola.
- 2013: El verano de los peces voladores, dirigida por Marcela Said.
- 2023: El Conde, dirigida por Pablo Larraín.
- 2023: Detrás de la lluvia, dirigida por Valeria Sarmiento.

### Telenovelas
| Telenovelas | Telenovelas              | Telenovelas               | Telenovelas |
| Año         | Título                   | Personaje                 | Canal       |
| ----------- | ------------------------ | ------------------------- | ----------- |
| 2014        | Mamá mechona             | Paula Alcaíno             | Canal 13    |
| 2015        | Papá a la deriva         | Bárbara "Barbie" González | Mega        |
| 2016        | Señores papis            | Valentina Salamanca       | Mega        |
| 2017        | Tranquilo papá           | Antonia Goycolea          | Mega        |
| 2018        | Isla paraíso             | Diana Castillo            | Mega        |
| 2019        | Yo soy Lorenzo           | Nancy Álvarez             | Mega        |
| 2021        | Pobre novio              | Pamela Donoso             | Mega        |
| 2023        | Dime con quién andas     | Florencia Reyes           | Chilevisión |
| 2024        | El señor de La Querencia | Herminia Pradenas         | Mega        |
| 2025        | Nuevo amores de mercado  | Fernanda Lira             | Mega        |

### Series y unitarios
| Series y unitarios | Series y unitarios                         | Series y unitarios    | Series y unitarios |
| Año                | Título                                     | Personaje             | Canal              |
| ------------------ | ------------------------------------------ | --------------------- | ------------------ |
| 2010               | Algo habrán hecho por la historia de Chile | Úrsula Suárez (joven) | TVN                |
| 2020               | Secretos urbanos                           | Inés de Suárez        | Mega               |
| 2020               | Historias de cuarentena                    | Elisa                 | Mega               |
| 2022               | En terapia                                 | Marcela Montes        | TVN                |

## Vídeos musicales
| Año  | Título         | Artista            | Dirección     |
| ---- | -------------- | ------------------ | ------------- |
| 2019 | Ella es Mía    | Américo            | -             |
| 2022 | Cumbia Perdida | Adri Stuven & Rulo | Diego Delanoe |